# Nagasawa Rosetsu
Nagasawa Rosetsu (長沢芦雪; 1754 – 1799) è stato un pittore giapponese, generalmente considerato l'allievo di Maruyama Ōkyo dotato di maggior originalità tra i facenti parte della sua scuola..

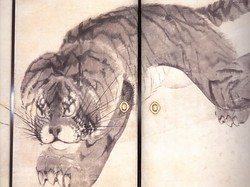
La tigre di Rosetsu

Assieme a Soga Shōhaku e Itō Jakuchū fa parte del movimento artistico dei "Tre Eccentrici", pittori sperimentatori di un'arte contestatrice che non aveva alcun precedente nella storia della pittura giapponese. 

La sua è una figura circondata in larga parte da un alone di mistero, e diverse dicerie furono pronunciate sul suo conto. Persino la sua morte (prematura, in quanto avvenuta ai suoi quarantacinque anni d'età) fu causa di dibattito: a detta di alcuni si trattò dell'opera di un rivale geloso, a detta d'altri di suicidio.